# Veit Kührt
Veit Kührt (* 3. Dezember 1940 in Zella-Mehlis) ist ein ehemaliger deutscher Skispringer.

## Werdegang
Nachdem Kührt bei den DDR-Meisterschaften 1960 im Einzelspringen Gold vor Harald Pfeffer und Günter Oettel gewann, startete er mit nur 19 Jahren erstmals bei den Olympischen Winterspielen 1960 in Squaw Valley erstmals international. Beim Springen von der Normalschanze erreichte er einen überraschend guten 12. Platz.
Im Winter startete Kührt erstmals bei der Vierschanzentournee 1960/61. Bereits beim Auftaktspringen in Oberstdorf landete er mit dem siebenten Platz auf dem besten Einzelrang bei einer Tournee. Wenige Tage später startete er beim Neujahrsspringen auf der Großen Olympiaschanze in Garmisch-Partenkirchen. Nach einem 16. Platz dort, sprang er auf der Bergiselschanze in Innsbruck auf den 42. Platz. Die Tournee beendete er nach einem 18. Platz in Bischofshofen auf dem 49. Platz der Gesamtwertung.
Nachdem er in der folgenden Saison nicht an der Tournee teilgenommen hatte, startete Kührt bei der Nordischen Skiweltmeisterschaft 1962 in Zakopane. Dabei erreichte er im Einzelspringen von der Normalschanze den sechsten Rang. Von der Großschanze sprang Kührt auf Rang 12.
Bei der Vierschanzentournee 1962/63 startete Kührt nur in Innsbruck. Nach einem 37. Platz belegte er in der Gesamtwertung schließlich Rang 72. Mehr als drei Jahre sprang Kührt danach nicht auf internationaler Ebene. 1964 gewann er erneut Gold bei den DDR-Meisterschaften. Bei der Nordischen Skiweltmeisterschaft 1966 in Oslo startete er wieder erneut auf internationaler Ebene. Von der Normalschanze landete er auf dem fünften Rang, von der Großschanze auf dem neunten Rang.
Nach seinem WM-Erfolg startete er im Dezember zu seiner letzten Vierschanzentournee 1966/67. Zum zweiten Mal nach 1960/61 sprang er dabei bei allen vier Springen und erreichte mit Platz 13 sein bestes Einzelergebnis bei der Tournee. In der Gesamtwertung erreichte er nach allen Springen den 33. Platz. Bei den DDR-Meisterschaften 1967 startete Kührt im Teamspringen und gewann mit der Mannschaft Silber. Ein Jahr später gewann er gemeinsam mit Horst Queck, Peter Lesser und Heinz Schmidt die Goldmedaille.

## Erfolge

### Vierschanzentournee-Platzierungen
| Saison  | Platz | Punkte |
| ------- | ----- | ------ |
| 1960/61 | 49.   | 586,1  |
| 1962/63 | 72.   | 183,1  |
| 1966/67 | 33.   | 712,2  |